# Tito Vespasiano Strozzi

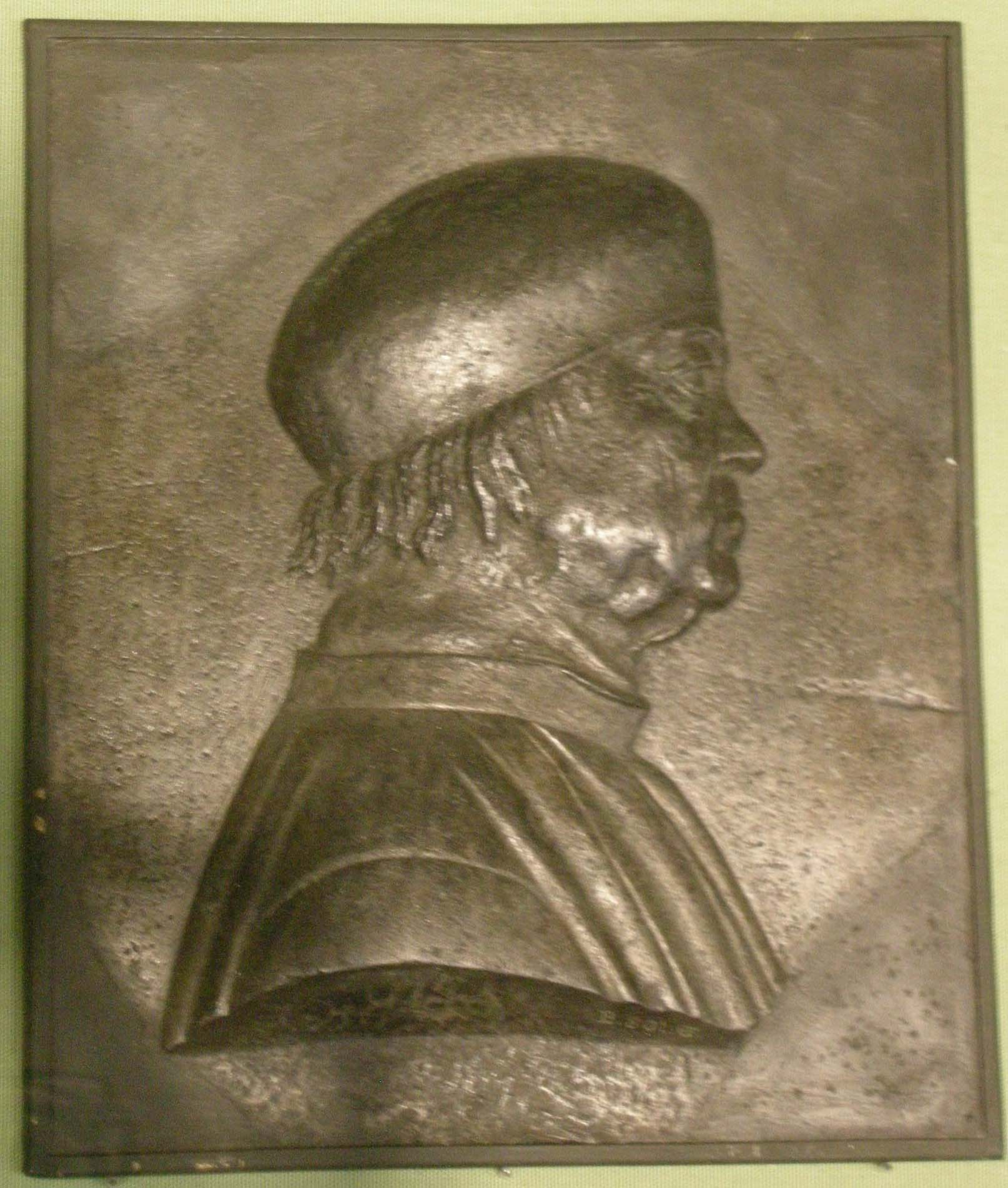
Artista ferrarese, placca bronzea con profilo di Tito Vespasiano Strozzi, 1500 circa.

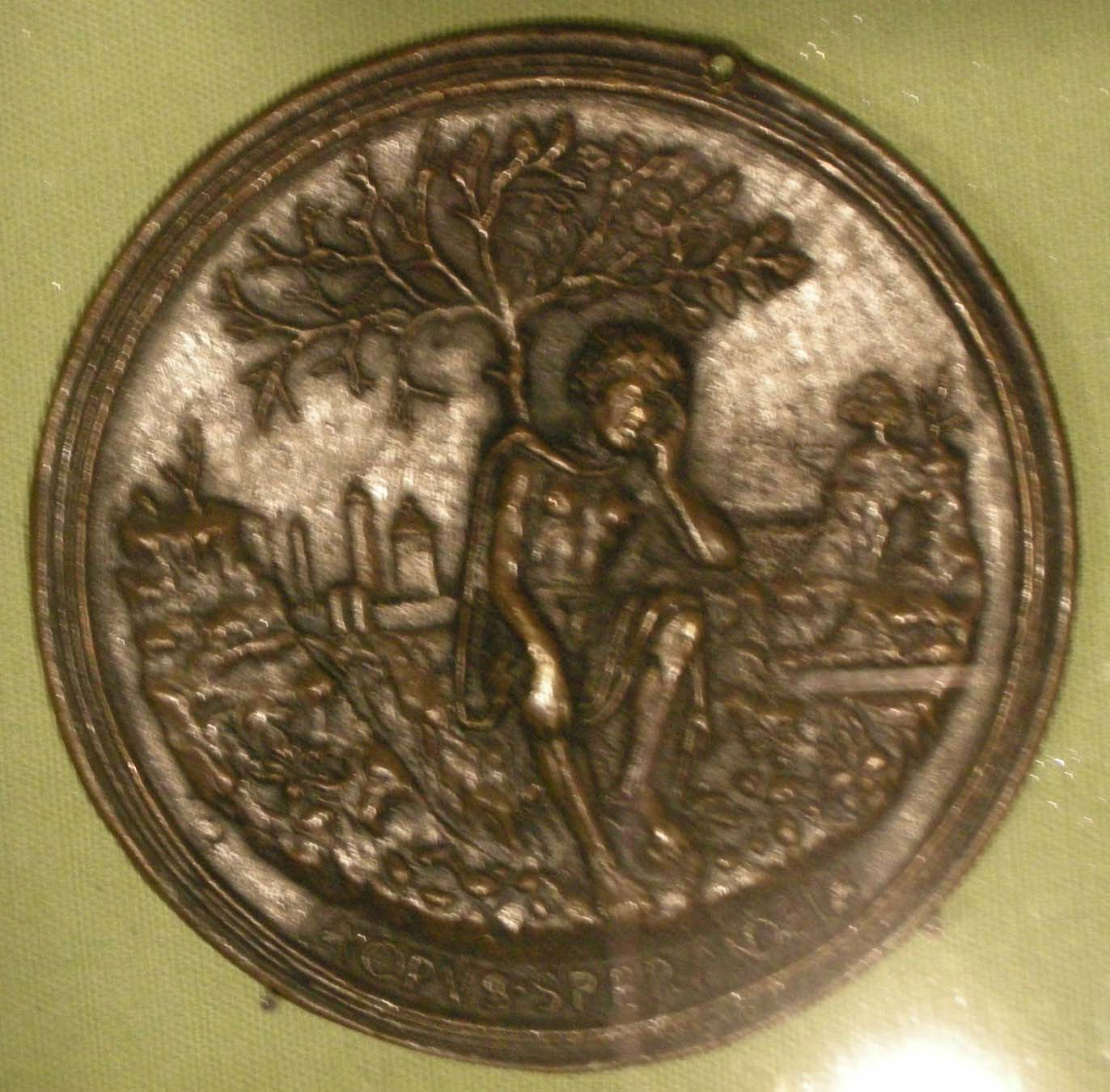
Sperandio, medaglia di Tito Vespasiano Strozzi (verso), 1473 circa.

Tito Vespasiano Strozzi (Ferrara, 1424 – Raccano, 30 agosto 1505) è stato un poeta italiano.

## Biografia
Figlio di Nanne Strozzi, discendente da un ramo di esiliati della famiglia fiorentina degli Strozzi e di Costanza Costabili, fu educato alla cultura umanistica e allo studio dei classici (come faceva presagire il suo nome scelto tra quello di due importanti imperatori romani), formandosi nella scuola di Guarino de' Guarino. Ebbe tre fratelli e diverse sorelle, tra cui Lucia, madre di Matteo Maria Boiardo. Fu un patrizio di Ferrara ed ebbe alcuni importanti incarichi nella magistratura civile: armato Cavaliere dal Duca di Ferrara nel 1473, fu nominato Governatore di Rovigo e del Polesine tra il 1473 e il 1484, poi Giudice dei Savi dal 1497 al 1505, incarico che poi cedette all'unico figlio Ercole.
Sposò Domitilla Rangoni, figlia del condottiero Guido I Rangoni, signore di Spilamberto, e di Giovanna Boiardo dei conti di Scandiano.

## Poeta
La sua figura è comunque ricordata per le sue composizioni come poeta umanista, con una serie di raffinate elegie in latino e alcuni sonetti in volgare. Fu poeta di corte di Borso e Ercole d'Este. Tra le sue opere più importanti i libri dell'Eroticon, dove, cantando l'amore prima per Anzia, poi per Filliroe, si manifesta la sua fusione dei classici latini con l'ispirazione petrarchesca. Scrisse anche epigrammi, sermoni, egloghe e un poema epico intitolato Borsiade dedicato a Borso d'Este. Fu anche autore di un volgarizzamento del De vita solitaria di Francesco Petrarca.
La sua opera fu pubblicata da Aldo Manuzio nel 1513, assieme alle composizioni del figlio Ercole, con il titolo di Strozii poëtae pater et filius.

## Discendenza
Tito Vespasiano e Domitilla ebbero cinque figli:
- Ercole (1471 - 1508), patrizio di Ferrara, associato al padre nella carica di Giudice dei Savi dal 1497 al 1505;
- Lorenzo, Patrizio di Ferrara ambasciatore estense a Milano nel 1514, creato conte dal duca di Ferrara;
- Guido, patrizio di Ferrara, cavaliere;
- Margherita;
- Eleonora.